# Edward Eliscu
Edward Eliscu (New York, 2 aprile 1902 – Newtown, 18 giugno 1998) è stato un poeta, produttore cinematografico, attore e autore di canzoni per film statunitense.

## Biografia
Nata a New York, Eliscu frequentò la scuola media superiore DeWitt Clinton High School a Manhattan ove fu compagno di classe del futuro regista George Cukor. Frequentò poi il City College di New York e conseguì il baccalaureato in scienze.
Si dedicò quindi agli spettacoli del teatro di Broadway. Il primo successo Eliscu lo conseguì insieme a Vincent Youmans e Billy Rose nel 1930 con il film Great Day. Due ben note canzoni di questo film sono More Than You Know e Without A Song.
Egli sposò la danzatrice e giornalista Stella Bloch nel 1931 ed entrambi lavorarono nell'industria cinematografica fino a che la Commissione per le attività antiamericane pose sotto la sua attenzione il marito negli anni 1950. Ciò pose termine alla sua carriera cinematografica, e più tardi anche a quella televisiva. Eliscu, insieme al cugino della moglie Mortimer Offner, lasciò Hollywood e tornò a New York.
Eliscu fu inserito nella Songwriters Hall of Fame nel 1975.
Morì il 18 giugno 1998, all'età di 96 anni a Newtown nel Connecticut.
Edward Eliscu era il nonno del giornalista musicale e televisivo Jenny Eliscu.

## Opere

### Selezione di film e opere teatrali di successo
- Lady Fingers
- The Street Singer
- A Little Racketeer
- Frederica (musical) (anche librettista)
- Meet the People (anche produttore)
- The Banker's Daughter
- 9:15 Revue
- The Garrick Gaieties (1930)
- The Little Show
- Flying Down to Rio (1933)
- The Gay Senorita (1945)

### Selezione di successi
- Happy Because I'm in Love
- Ankle Up the Altar
- Music Makes Me
- Orchids in the Moonlight
- Meet the People
- A Fellow and A Girl
- You Forgot Your Gloves
- They Cut Down the Old Pine Tree
- More Than You Know

### Collaboratori principali
- Vincent Youmans
- Billy Rose
- Jay Gorney
- Henry Myers (compositore)
- John Green
- Gus Kahn
- Vernon Duke
- Manning Sherwin
- Richard Myers
- Ned Lehac
- Billy Hill